# بوبلیک
بوبلیک (روسی: бублик، آوانگاری búblik) نوعی نان رول حلقه‌ای شکل سنتی در شرق اروپا است. این نان حلقه‌ای از خمیر گندم و مخمر تشکیل شده و مدت کوتاهی قبل از پخت در آب جوشانده می‌شود.